# Tarache areli
Tarache areli es una especie  de polilla de la familia Noctuidae. Se encuentra en Arizona, California, Colorado, Nevada, Nuevo México, Texas, Utah, Columbia Británica y México.
La longitud de las alas anteriores es 10 a 12,5 mm para los machos y 10-12 mm para las hembras. Los adultos están en el aire de julio a agosto, dependiendo de la ubicación.